# Orban (fabricant d'armes)
Orban, també conegut com a Urban (hongarès: Orbán; mort el 1453), era un fonedor de ferro i enginyer de Brassó, Transylvania, al Regne d'Hongria (avui Brasov, Romania), qui va fabricar artilleria de gran calibre pel setge Otomà de Mehmet II a Constantinoble el 1453.

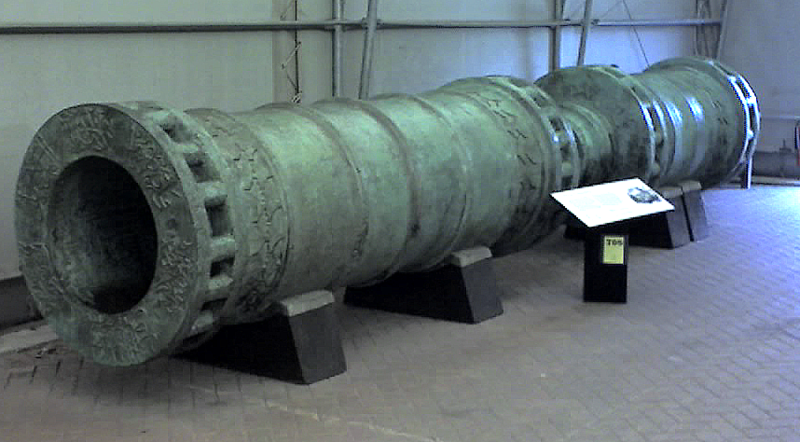
El canó dels Dardanels, de bronze; fabricat el 1464 i basat en el canó d'Orban que va ser utilitzat al setge dels otomans a Constantinople el 1453; la peça forma part de la col·lecció de la Royal Armouries.

Orban era hongarès, segons la majoria d'autors tot i que alguns estudiosos també esmenten el seu possible origen Alemany. Les teories alternatives suggereixen que va tenir arrels Valaqueses. Va ser descrit per Laonikos Chalkokondyles amb el terme "Dacià".
El 1452 va oferir els seus serveis als romans d'Orient, però l'emperador Constantí XI no es podia permetre el seu salari ni posseïa els materials necessaris per construir tal canó de setge gran. Orban llavors va deixar Constantinoble i es va apropar al sultà Otomà Mehmed II, qui es preparava per assetjar la ciutat. Afirmant que la seva arma podria derruir 'les parets de la mateixa Babilim', Orban va rebre materials i diners abundants per part del sultan. Orban va ser encarregat de construir l'arma de mida gegant en tres mesos a Edirne, des d'on va ser arrossegat per seixanta bous fins a Constantinoble. Mentrestant, Orban també va produir altres canons més petits que van utilitzar les forces de setge turques.
La tecnologia de bombarda, que principalment els tècnics alemanys van dissenyar al principi per l'Exèrcit hongarès, havia estat establerta entre 1400 i 1450 per tot arreu de l'Europa occidental, transformant els setges, amb algunes peces com el Faule Mette, Dulle Griet, Mons Meg i el Pumhart von Steyr que són del mateix període. Probablement Orban, juntament amb una tripulació sencera, va morir durant el setge quan un del seu supercanons va explotar, cosa que no era una ocurrència inusual durant aquell temps.

## A la cultura popular
- El mestre Orban va ser interpretat per Burhanettin Üskan a la pel·lícula turca de 1951, İstanbul'un Fethi.
- ErdoğUn Aydemir va interpretar Orban a la pel·lícula Fetih 1453 del 2012. A la pel·lícula, es conta que Orban va fer un esquema de ka seva arma per al Doge de Gènova (interpretat per Ali Ersin Yenar), però el Doge no va interessar-se en el seu croquis. Al film, Orban té una filla adoptada anomenada Era (interpretada per Dilek Serbest) qui té una relació romàntica amb Ulubatlı Hasan (İbrahim Çelikkol).
- Orban és interpretat per Tansu Biçer a la producció de Netflix de 2020, Rise of Empires: Ottoman.